# Pierre Broussel
Pierre Broussel (1575 – 1654) è stato un politico francese, consigliere del Parlamento di Parigi sotto Luigi XIII e Luigi XIV.
Era un politico popolare, in parte a causa della sua opposizione alle tasse proposte del cardinale Giulio Mazzarino e in parte per il suo sostegno ad altre riforme legali.
Il 20 agosto 1648 il principe di Condé (Luigi II di Borbone-Condé) sconfisse la fanteria spagnola nella Battaglia di Lens e il 26 agosto alla Cattedrale di Notre-Dame fu cantato il Te Deum in onore del Condé. Approfittando dell'esultanza parigina, il Mazzarino fece arrestare Broussel in quanto ritenuto uno dei principali capi della Fronda.
In risposta a ciò, il popolo di Parigi si ribellò durante i cosiddetti giorni delle barricate e Mazarino fu costretto a liberarlo due giorni dopo. Questa insurrezione scatenò la prima Fronda.
Nel 1652 Broussel fu nominato dai Frondisti Proposto dei mercanti di Parigi (Prévôt des marchands de Paris) nel Luglio del 1652, ma l'elezione fu annullata dalla decisione del Consiglio e quindi rimise l'incarico nel Settembre dello stesso anno.
Broussel è anche citato nel romanzo Vent'anni dopo di Alexandre Dumas padre: gli viene intitolato un capitolo (il 29, Il consigliere Broussel) e in seguito ne viene descritto l'arresto (capitolo 48).